# Megophrys stejnegeri
Megophrys stejnegeri är en groddjursart som beskrevs av Taylor 1920. Megophrys stejnegeri ingår i släktet Megophrys och familjen Megophryidae. IUCN kategoriserar arten globalt som sårbar. Inga underarter finns listade i Catalogue of Life.